# Brother Industries

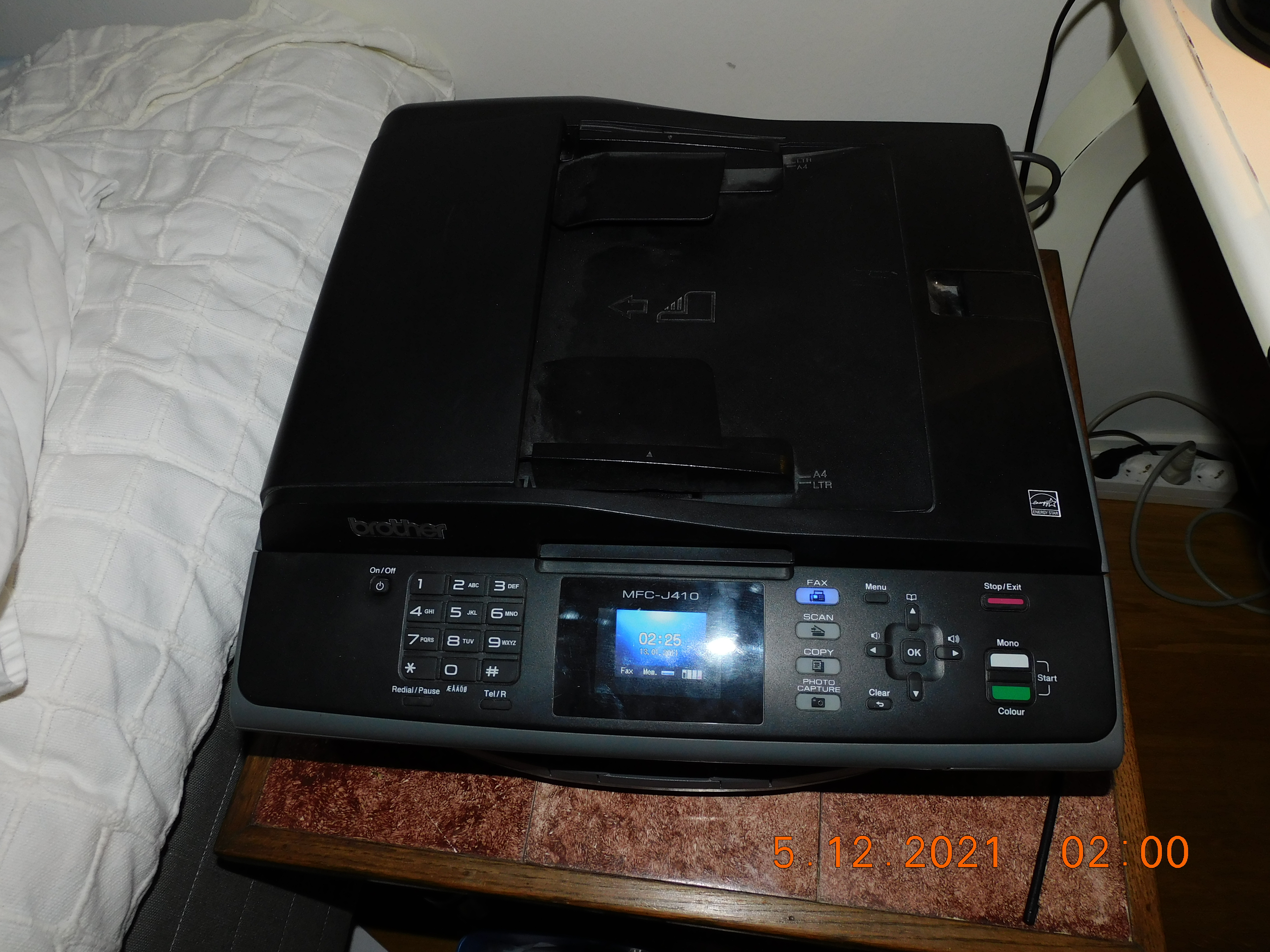
Skrivare med fax och skanner av modell MFC-J410 tillverkad av Brother.

Brother Industries Ltd. (japanska: ブラザー工業株式会社) är ett japanskt multinationellt företag grundat 1934 med huvudkvarter i Nagoya, Japan. Bland företagets produkter finns skrivare, multifunktionsskrivare, scannrar, etikettskrivare, symaskiner och andra datorrelaterade elektronikprodukter.